# 長谷川尚代
長谷川 尚代（はせがわ ひさよ、1978年4月26日 - ）は、日本の漫画原作者。北海道函館市出身。代表作は『サラブレッドと呼ばないで』（作画：藤野耕平）。

## 経歴
- 第5回ストーリーキングにて、「C.A.P - Crime And Penalty -」でネーム部門準キング受賞。
- 第6回ストーリーキングにて、「サラブレッドと呼ばないで」でネーム部門準キング受賞。
- 『赤マルジャンプ』（集英社）2002WINTERに掲載された「サラブレッドと呼ばないで」（作画：藤野耕平）の原作担当としてデビュー。
- 『週刊少年ジャンプ』（同）にて2003年42号から2004年2号まで「サラブレッドと呼ばないで」（作画：藤野）を連載。
- 『週刊少年ジャンプ』2004年22,23合併号に「雨女、晴れ男」（作画：藤野）を掲載。

## 人物
- 趣味は「犬と散歩すること」[1]。
- 特技は「早食い」[1]。
- 好きな漫画は『MONSTER』（浦沢直樹）・『純情パイン』（尾玉なみえ）[1]。

## 作品リスト
- サラブレッドと呼ばないで（作画：藤野耕平）
  - 69P
  - 全13回
- 雨女、晴れ男（作画：藤野耕平） - センターカラー45P

## 単行本
- サラブレッドと呼ばないで（集英社ジャンプ・コミックス）
  1. 2004年2月4日発売、ISBN 978-4-08-873617-4
  2. 2004年4月2日発売、ISBN 978-4-08-873618-1、赤マル読切版、「雨女、晴れ男」併録